# Лейденский градус
Ле́йденский гра́дус (°L или ÐL) — историческая единица температуры, использовавшаяся в начале XX века для измерения криогенных температур ниже −183 °C.
Эта шкала происходит из Лейдена, где с 1897 года находилась лаборатория Камерлинг-Оннеса. В 1957 году Х. ван Дийк и М. Дюро ввели шкалу L55
За ноль градусов бралась температура кипения стандартного жидкого водорода (−253 °C), состоящего на 75 % из ортоводорода и на 25 % из параводорода. Вторая реперная точка — температура кипения жидкого кислорода (−193 °C).
Формула для перевода лейденских градусов в градусы Цельсия и обратно:
- {\displaystyle [\mathrm {^{o}C} ]=[\mathrm {^{o}L} ]-253}
- {\displaystyle [\mathrm {^{o}L} ]=[\mathrm {^{o}C} ]+253}